# Amt Kirchborchen
Das Amt Kirchborchen war bis 1974 ein Amt im Kreis Paderborn in Nordrhein-Westfalen. Sein historischer Vorgänger war der Kanton Kirchborchen.

## Der Kanton Kirchborchen
Das Gebiet des Amtes Kirchborchen gehörte bis zu den Napoleonischen Kriegen zum Hochstift Paderborn und von 1803 bis 1807 erstmals zu Preußen. Nachdem das Gebiet 1807 an das Königreich Westphalen gefallen war, wurden neue Verwaltungsstrukturen nach französischem Vorbild geschaffen; meistens ohne Berücksichtigung historischer Gebietsgrenzen. Zum Kanton Kirchborchen gehörten die Gemeinden Alfen, Dahl, Dörenhagen, Kirchborchen, Niederntudorf, Nordborchen, Oberntudorf und Wewer. Im Jahre 1810 hatte der Kanton Kirchborchen 3975 Einwohner. Der Kanton gehörte zum Distrikt Paderborn im Departement der Fulda des Königreichs und fiel 1813 an Preußen. 1816 wurden der Kanton dem neuen Kreis Paderborn zugeschlagen und bestand in diesem als Verwaltungsbezirk fort. 1832 wechselten die beiden Gemeinden Oberntudorf und Niederntudorf aus dem Kanton Kirchborchen in den Kreis Büren.

## Das Amt Kirchborchen
Im Rahmen der Einführung der westfälischen Landgemeinde-Ordnung von 1841 wurden aus den Verwaltungsbezirken unterhalb der Kreisebene, sofern es sich nicht um Städte gemäß der revidierten Städteordnung handelte, Ämter gebildet. Im Kreis Paderborn wurde dadurch aus dem Verwaltungsbezirk Kirchborchen das Amt Kirchborchen. Das Amt umfasste die Gemeinden Alfen, Dahl, Dörenhagen, Kirchborchen, Nordborchen und Wewer. 1880 wurde in Nordborchen an der heutigen Paderborner Straße ein Amtshaus für das Amt errichtet. Die folgenden Daten stammen vom 6. Juni 1961:
- Alfen: 8,21 km², 1001 Ew.
- Dahl: 17,10 km², 885 Ew.
- Dörenhagen: 15,95 km², 848 Ew.
- Kirchborchen: 20,58 km², 2382 Ew.
- Nordborchen*: 9,28 km², 1368 Ew.
- Wewer: 16,29 km², 2477 Ew.

Am 1. Juli 1969 schied die Gemeinde Wewer aus dem Amt aus und wurde durch das Gesetz über die Eingliederung der Gemeinde Wewer, Landkreis Paderborn, in die Stadt Paderborn nach Paderborn eingemeindet. Am selben Tag wurden die drei Gemeinden Alfen, Kirchborchen und Nordborchen zur neuen Gemeinde Borchen zusammengeschlossen. Anschließend bestand das Amt Kirchborchen bis 1974 noch aus den drei Gemeinden Borchen, Dahl und Dörenhagen. Die folgenden Daten stammen vom 27. Mai 1970:
- Borchen: 38,07 km², 5582 Ew.
- Dahl: 17,10 km², 1072 Ew.
- Dörenhagen: 15,94 km², 960 E

Durch das Sauerland/Paderborn-Gesetz wurde das Amt Kirchborchen zum 1. Januar 1975 aufgelöst. Dörenhagen wurde nach Borchen und Dahl nach Paderborn eingemeindet.

## Einwohnerentwicklung
| Jahr | Einwohner | Quelle |
| ---- | --------- | ------ |
| 1818 | 4119      | [ 8 ]  |
| 1843 | 4054      | [ 8 ]  |
| 1871 | 3931      | [ 8 ]  |
| 1910 | 4720      | [ 9 ]  |
| 1925 | 5161      | [ 10 ] |
| 1939 | 6075      | [ 11 ] |
| 1950 | 8980      | [ 6 ]  |
| 1961 | 8961      | [ 6 ]  |
| 1970 | 07614 1   | [ 6 ]  |